# Urmiska (dialekt)
Urmiska är en dialekt av azerbajdzjanska som talas i landet Azerbajdzjan och provinsen Västazarbaijan i Iran. Benämningen urmiska härstammar från namnet på staden Urmia som är huvudstaden i Västazarbajdzjan.